# Département de Copán
Le département de Copán (en espagnol : Departamento de Copán) est un des 18 départements du Honduras.

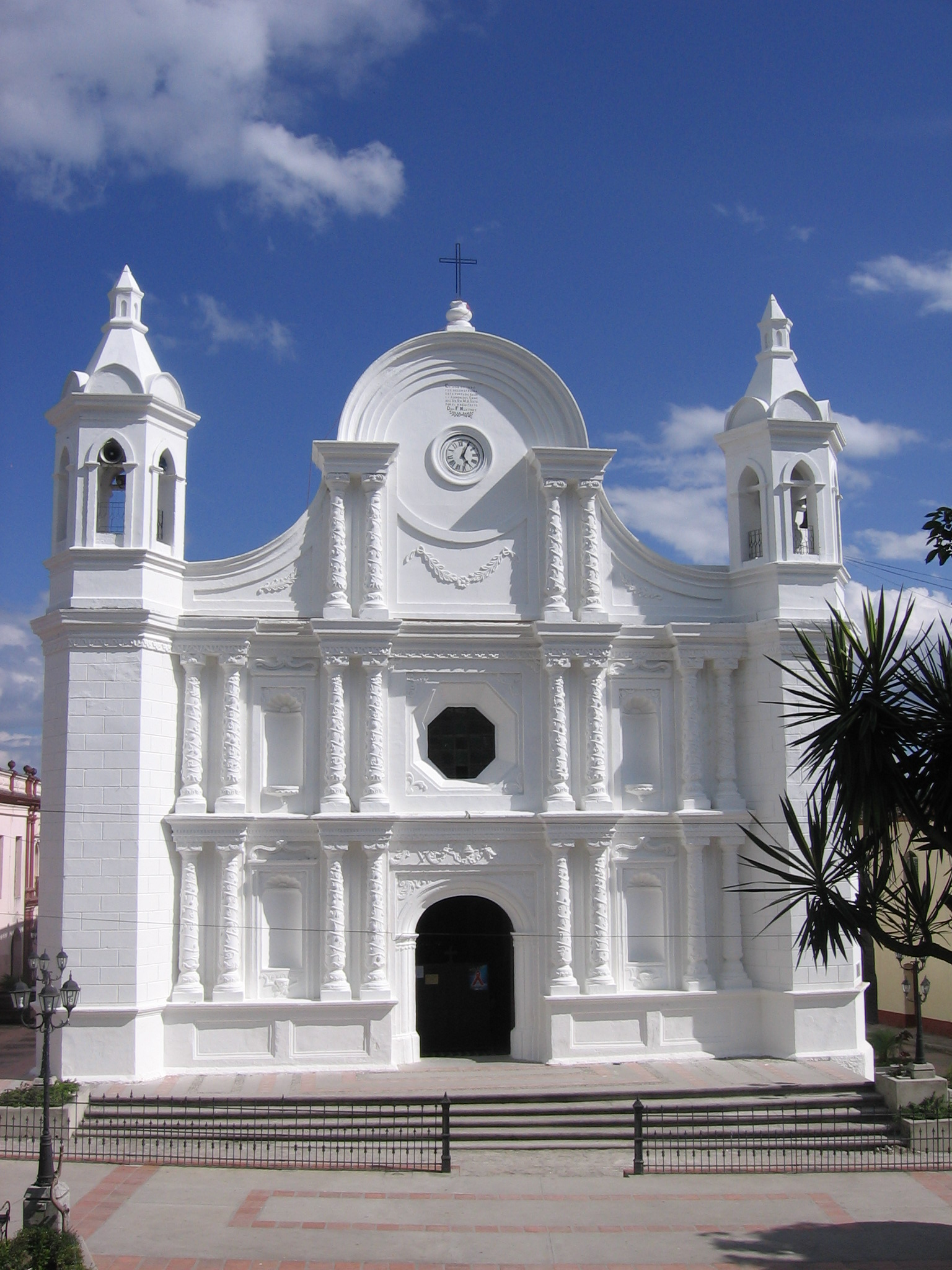
La cathédrale de Santa Rosa.

## Historique
Le département a été créé en 1869, par démembrement partiel de l'ancien département de Gracias.
Le département est fortement pénétré par des narcotrafiquants qui assurent le passage de la cocaïne vers le Guatemala.

## Géographie
Le département de Copán est limitrophe :
- à l'ouest et au nord, de la république du Guatemala,
- à l'est, des départements de Santa Bárbara et de Lempira,
- au sud et à l'ouest, du département d'Ocotepeque.

Il a une superficie de 3 242 km2.

## Subdivisions
Le département comprend 23 municipalités :
- Cabañas
- Concepción
- Copán Ruinas
- Corquín
- Cucuyagua
- Dolores
- Dulce Nombre
- El Paraíso
- Florida
- La Jigua
- La Unión
- Nueva Arcadia
- San Agustín
- San Antonio
- San Jerónimo
- San José
- San Juan de Opoa
- San Nicolás
- San Pedro de Copán
- Santa Rita
- Santa Rosa de Copán, chef-lieu (en espagnol : Cabecera)
- Trinidad de Copán
- Veracruz

## Démographie
La population s'élève à 371 057 habitants au recensement de 2013.
La densité de population du département est de 114 hab./km2.